# Go! Go! Heaven
Singles de SPEED
Steady
(18 nov. 1996) Wake Me Up!
(6 août 1997)
Go! Go! Heaven est le troisième single du groupe SPEED, sorti en 1997.

## Présentation
Le single, écrit, composé et produit par Hiromasa Ijichi, sort le 26 mars 1997 au Japon sur le label Toy's Factory, au format mini-CD single de 8 cm de diamètre (alors la norme pour les singles au Japon), quatre mois après le précédent single du groupe, Steady. C'est son premier single à atteindre la 1re place du classement des ventes de l'Oricon, où il reste classé pendant 12 semaines. Il se vend à plus de 600 000 exemplaires et restera le 7e single le plus vendu du groupe.
La chanson-titre Go! Go! Heaven a été utilisée comme thème musical pour un clip publicitaire de la marque Asahi Soft Drinks. Elle bénéficie d'un clip vidéo tourné à New York et Miami. Elle figurera dans une version remaniée ("Album Version") sur le premier album du groupe, Starting Over qui sortira deux mois plus tard, ainsi que dans sa version originale sur les compilations Moment de 1998 et Dear Friends 1 de 2000 ; elle sera interprétée sur les albums live Speed Memorial Live de 2001 et Best Hits Live de 2004, et sera aussi ré-enregistrée pour l'album de reprise Speedland de 2009.
La chanson en "face B", "Oyasumi...", figurera aussi sur la compilation Dear Friends 1, dans une version remaniée sous-titrée "Good Night Kiss Version". Le single contient aussi les versions instrumentales des deux chansons.

## Liste des titres
Toutes les chansons sont écrites et composées par Hiromasa Ijichi, arrangées par Yasutaka Mizushima.
| 1. | Go! Go! Heaven                                    | 5:11 |
| 2. | "Oyasumi..." (「おやすみ...」)                    | 2:39 |
| 3. | Go! Go! Heaven (Instrumental)                     | 5:11 |
| 4. | "Oyasumi..." (Instrumental) (「おやすみ...」 ...) | 2:39 |